# 태릉국가대표선수촌

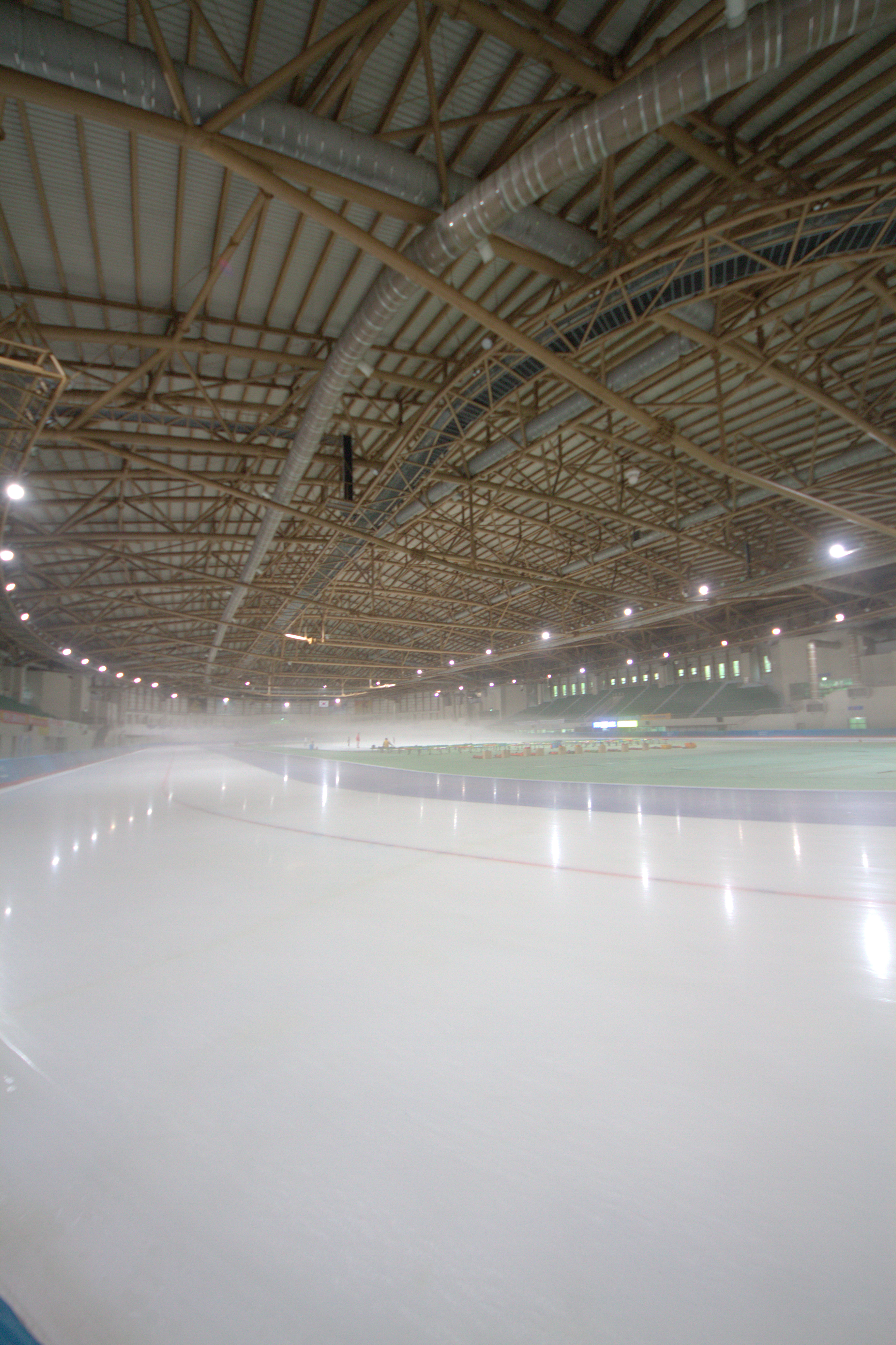
태릉국가대표선수촌 국제스케이트장 파노라미오

태릉국가대표선수촌(泰陵國家代表選手村, Taereung National Training Center of KSOC)은 대한민국 서울특별시에 있는 스포츠 시설 단지이다. 대한민국의 스포츠 국가대표 선수의 훈련을 위해 설립된 훈련 기관이며, 서울특별시 노원구 공릉동에 있다. 각 경기종목의 국가대표나 예비국가대표 선수들을 수시로 입소시키면서 합숙훈련을 하며 전력의 집중적인 향상을 위하여 종합 운동 시설과 숙박 시설이 갖추고 있다.
대한체육회가 1966년 6월 30일에 이 센터를 설립하였다. 100,000 평방미터(25 에이커) 지역에 트레이닝 시설, 체육관, 기숙사 등을 포함하여 모두 24개의 건물이 있다. 국가대표 선수들은 물론이고 국제 경기 대회의 개최나 일반 시민 스포츠장으로도 활용되면서 스포츠의 대중화에 기여하였다.

## 연혁
- 1965년 11월 공릉동 일대에서 선수촌
- 1967년 11월 실내체육관을 건립
- 1968년 9월 국제실내수영장을 착공
- 1970년 3월 국제실내수영장 개장(국제수영대회를 개최할 수 있는 대한민국 최초의 실내수영장)
- 1971년 2월 옥외 스케이트장 건립
- 1972년 6월 남자숙소 전진관(前進館) 건립
- 1973년 12월 여자숙소 영광의 집과 농구·배구 등의 실내경기를 실시할 수 있는 승리관(勝利館)을 건립
- 1975년 10월 복싱·유도·체조를 위한 개선관(凱旋館) 건립
- 1976년 12월 선수식당이 준공
- 1978년 12월 체력육성을 위한 다목적훈련장인 월계관과 테니스장이 준공
- 1982년 2월 숙박시설 확장의 필요성에 따라 남자숙소인 올림픽의 집이 건립
- 1982년 7월 육상경기장(트랙)의 화학포장 및 축구장에 인조잔디를 입히는 공사 완료
- 1983년 다목적체육관과 궁도장·외국인숙소를 설립
- 1984년 4월 기존의 국제수영장이 설계 및 공사부실로 국제경기 개최에 부적합하다고 판단, 실내빙상경기장으로 개조
- 1985년 훈련용 실내수영장을 건립
- 1986년 역도와 펜싱을 위한 연수관, 위락시설을 갖춘 지하 1층과 지상 2층의 선수회관, 기초체력훈련을 위한 크로스컨트리를 건립
- 1996년 선수숙소이면서 물리치료실·의무실을 갖춘 숙소동 건립
- 1999년 400m 실내링크의 국제스케이트장을 건립
- 2000년 핸드볼, 배드민턴, 육상 훈련관인 오륜관을 건립

## 참고 문헌
- 〈태릉국가대표선수촌〉. 《한국민족문화대백과사전》. 한국학중앙연구원.
- 〈태릉국가대표선수촌〉. 《두피디아》. 두산.
- 〈태릉국가대표선수촌〉. 《체육학대사전》. 민중서관.
- 《전국 공공체육 시설 현황 (2017년말 기준)》. 대한민국 문화체육관광부. 2019.

## 갤러리

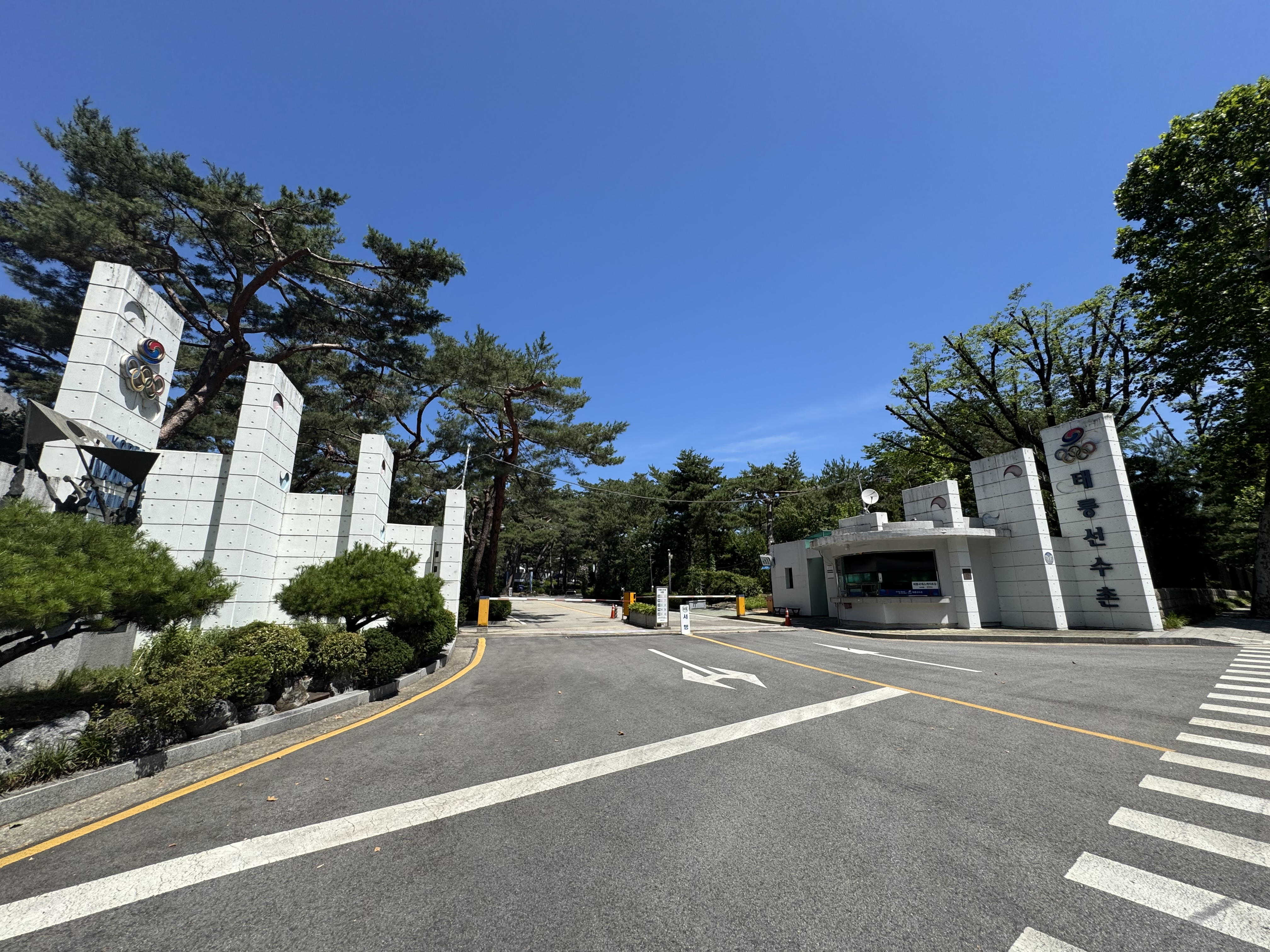
태릉 선수촌 입구
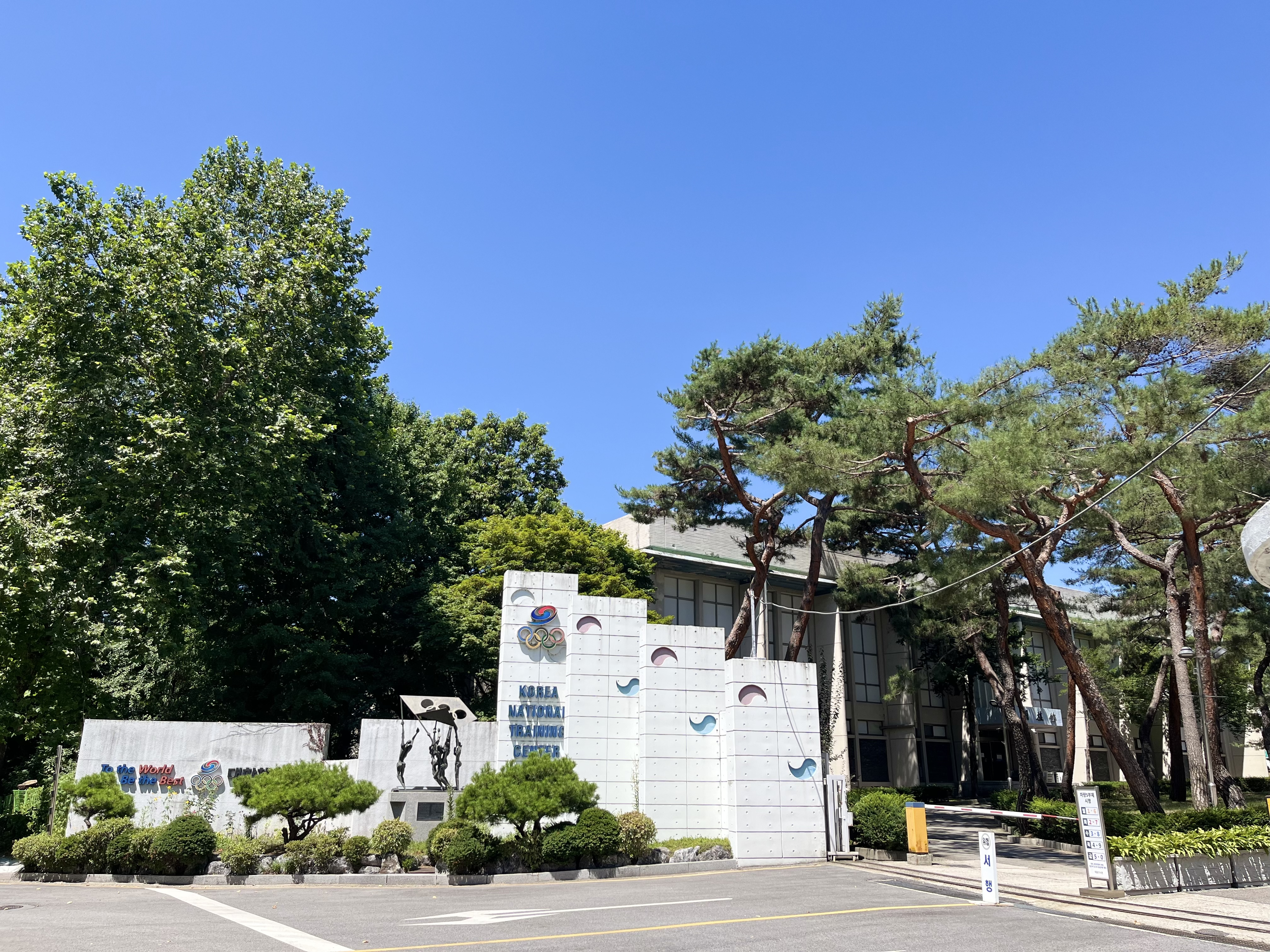
태릉 선수촌 입구 2

## 같이 보기
- 진천국가대표선수촌
- 태백국가대표선수촌
- 이천장애인체육종합훈련원